# Esteban Maroto
Esteban Maroto (Madrid, 3 marzo 1942) è un fumettista e illustratore spagnolo.

## Biografia
Nato a Madrid nel 1942, Esteban Maroto rimane orfano all'età di cinque anni. Si avvicina al fumetto attraverso la lettura degli albi di Flash Gordon del fratello; la passione per l'arte lo allontana in seguito dall'attività ingegneristica dirigendolo verso lo studio del disegno presso l'artista Manuel López Blanco. Nel 1962 vede pubblicato il suo primo lavoro, El principe de Rodas per l'editore Maga. Dopo aver prestato il servizio militare come paracadutista, si trasferisce a Barcellona ove prosegue la sua attività di fumettista pubblicando alcune opere per il mercato nazionale. Poco dopo si affianca a José García Pizarro realizzando fumetti destinati alla distribuzione in Gran Bretagna. In seguito si unisce all'agenzia Selecciones Ilustradas per la quale disegna personaggi quali Alex, Khan e Khamar e Amargo, affinando il suo peculiare tratto distintivo e prediligendo il bianco e nero. In questi anni gli vengono commissionati di disegni per le copertine di alcuni libri brossurati dei romanzi di Edgar Rice Burroughs e un'iconica serie di tavole in stile Art Nouveau raffiguranti i segni zodiacali.
A Barcellona, insieme a Carlos Gimenez, Luis García Mozos, Jesus Peña ("Suso"), Ramón Torrents e Adolfo Usero, fonda il Grupo de la Floresta con il quale realizza la serie Cinque per infinito (Cinco por infinito).
Nel 1967 inizia ad acquistare popolarità grazie a Cinque per infinito, raggiungendo la notorietà internazionale, specie negli Stati Uniti, nel 1971 con la serie fantasy Wolff, la regina dei lupi. Il successo di quest'ultima serie negli USA, gli consente di disegnare i popolari fumetti Creepy, Vampirella ed Eerie per la casa editrice Warren Publishing e, per la Marvel Comics, i fumetti Dracula, Conan e Red Sonja. Negli anni 1980 la serie Cinque per infinito viene "scoperta" da Neal Adams e, grazie a questi, pubblicata negli States, anche se con massicci rimaneggiamenti nel testo e nei disegni, con il titolo di Zero Patrol. Sempre in questi anni disegna anche illustrazioni per libri, copertine e, per la DC Comics, i fumetti Ametyst (1986-87), The Atlantis Chronicles (1990) e Zatanna (1993).
A partire dal 1996 collabora con la Sergio Bonelli Editore disegnando molte storie della serie Brendon, e alcuni albi di Dampyr. Nel 1999 sulla rivista italiana Lanciostory vengono pubblicate undici sue storie; sempre la stessa rivista aveva già pubblicato in Italia la serie Cinque per infinito in ventuno puntate dal marzo al dicembre del 1978.